# 重兴镇 (民勤县)
重兴镇，是中华人民共和国甘肃省武威市民勤县下辖的一个乡镇级行政单位。
2015年，甘肃省民政厅批复同意撤销重兴乡，设立重兴镇。

## 行政区划
重兴镇下辖以下地区：
扎子沟村、野马泉村、新地村、上案村、下案村、红旗村、双桥村、东风村、黑山村、石羊河林业总场红崖山分场和石羊河林业总场扎子沟分场。